# لويس بوراسا
لويس بوراسا هو مجدف كندي، ولد في 20 نوفمبر 1954 في مونتريال في كندا.

## وصلات خارجية
- لويس بوراسا على موقع الاتحاد الدولي للتجديف (الإنجليزية)
- لويس بوراسا على موقع أوليمبيديا (الإنجليزية)